# Филип Микола Дмитрович
Микола Дмитрович Филип (рум. Nicolae Filip, нар. 3 березня 1926, село Софія, Бєльський жудець, Румунське королівство — пом. 15 травня 2009, Бєльці, Молдова) — молдовський науковець в галузі фізики, відомий роботою над темою «розповсюдження ультракоротких радіохвиль», почесний член Академії наук Молдови.
Працював ректором в Бєльському державному університеті ім. Алеку Руссо.

## Біографія
- Кандидат фізико-математичних наук (1962)
- Доктор фізико-математичних наук (1979)
- Професор університету (1980), провідний фахівець в галузі радіофізики.
- Відмінник народної освіти СРСР (1971).
- 1973 року нагороджується званням Заслужений працівник вищої школи МРСР.
- 1995 року стає почесним членом Академії Наук Молдови.
- 1996 року нагороджується Державною премією Молдови в галузі науки та техніки.
- З 1997 року член Міжнародної Академії Наук Вищої школи.
- 2000 року стає почесним доктором Яського Технічного університету ім. Г.Асакі.
- Филип був включений до збірника «2000 видатних вчених XX століття», виданий Міжнародним біографічним центром.
- З 2001 року є почесним громадянином Бєльц.

## Нагороди
- Орден «Трудова слава» — 1995
- Орден Республіки — 2001